# Istituto della rivoluzione romena del dicembre 1989
L'Istituto della rivoluzione romena del dicembre 1989 (in rumeno Institutul revoluției române din decembrie 1989, abbreviato IRRD) è un'istituzione pubblica incaricata di investigare sulla rivoluzione romena del 1989 tramite la ricerca storica. L'ente realizza pubblicazioni, studi scientifici, conferenze e mostre.

## Descrizione
Secondo la Legge 556 del 7 dicembre 2004 che ha istituito l'ente:
(Art. 2 della Legge 556/2004.)
L'organo esecutivo dell'Istituto è il Collegio nazionale, composto da un numero di membri compreso tra quindici e venticinque, che si riuniscono mensilmente. I membri devono essere personalità rappresentative della rivoluzione romena e sono designati dal Presidente della Romania, previa consultazione con il Segretario di Stato per i meriti dei lottatori contro il regime comunista e con la Commissione parlamentare per i rivoluzionari del 1989. Il mandato è a vita. Lo status di membro decade per dimissioni, decesso, o incompatibilità (ad esempio per aver collaborato con la Securitate o non possedere un "certificato di rivoluzionario").
Il Collegio nazionale nomina il Presidente dell'Istituto, che sovrintende alle sedute, e un Direttore generale (scelto tra i propri membri), incaricato di coordinare le attività dell'Istituto e gestirne il bilancio. Il Collegio nazionale, su proposta del Presidente, nomina tra i propri membri anche un Segretario generale, incaricato di vigilare sulle attività dell'Istituto e sulla realizzazione dei suoi programmi. Questi presiede le sedute del Collegio in assenza del Presidente.
L'organo consultivo dell'Istituto è il Consiglio scientifico, composto da un massimo di ventuno membri, soprattutto storici, che vengono designati dal Collegio nazionale, previa consultazione con l'Accademia romena e con il Ministero della ricerca. È coordinato da un direttore scientifico di nomina del Presidente dell'Istituto.
L'organo è finanziato dal bilancio del Senato della Romania, o da entrate proprie derivanti dalla vendita di pubblicazioni, dalla prestazione di servizi, da sovvenzioni, sponsorizzazioni, donazioni e altre attività consentite dalla legge.

## Storia
L'Istituto fu fondato sulla base della legge 556 del 7 dicembre 2004, mentre i membri del Collegio nazionale furono interamente indicati dal presidente della Romania, Ion Iliescu, allora negli ultimi giorni di mandato, tramite il decreto 1151 del 14 dicembre 2004.
Nel corso della prima seduta del 15 dicembre 2004 fu eletto Presidente dell'IRRD lo stesso capo di Stato Ion Iliescu, che aveva promosso la fondazione dell'ente. L'ex rivoluzionario di Timișoara Claudiu Iordache fu scelto come Direttore generale, mentre lo storico Ioan Scurtu come Direttore generale aggiunto.
Nel dicembre 2006 il senatore Puiu Hașotti (Partito Nazionale Liberale) propose per la prima volta l'abolizione dell'Istituto, affermando che esistevano anche altri enti che si occupavano di ricerca storica in grado di investigare sulla rivoluzione del 1989, ma rinunciò all'idea pochi mesi più tardi.
Nel luglio 2011 il ministro Teodor Baconschi (Partito Democratico Liberale) ipotizzò la creazione di un museo nazionale della dittatura comunista che avrebbe assorbito altre istituzioni, come l'IRRD e l'Istituto per l'Indagine sui Crimini del Comunismo.
Il 3 aprile 2018 Claudiu Iordache fu sostituito da Gelu Voican Voiculescu nella veste di direttore generale.
Nel 2018, tramite il decreto 847 del 12 ottobre, il presidente della Romania Klaus Iohannis indicò dei nuovi membri del Collegio nazionale per la prima volta dal 2004, in sostituzione di altri che erano deceduti o si erano dimessi. Nell'ottobre 2019, però, quattro dei sei nominati furono dichiarati in una situazione di incompatibilità poiché non disponevano di un "certificato di rivoluzionario" e il loro mandato decadde.
Nel dicembre 2019 il governo Orban (Partito Nazionale Liberale) soppresse l'istituto tramite ordinanza d'urgenza, affermando che la sua attività era stata irrilevante in relazione alle spese effettuate dal bilancio pubblico. Il parlamento, tuttavia, rigettò l'ordinanza nel mese di giugno del 2020, soprattutto per l'opposizione del Partito Social Democratico, che considerava l'IRRD fondamentale per le ricerche sulla rivoluzione. Il 13 ottobre 2020 il presidente della Romania, Klaus Iohannis, invitò il parlamento a esaminare nuovamente la legge, motivando che l'IRRD non aveva raggiunto gli scopi che si era prefissato. Il 15 febbraio 2021, nella nuova legislatura, il senato deliberò con 80 voti favorevoli e 54 contrari l'abolizione dell'IRRD. Trentatré senatori del Partito Social Democratico, tuttavia, si rivolsero alla Corte costituzionale, che il 24 marzo 2021 invalidò la legge di abrogazione dell'IRRD. In seguito alla sentenza, il partito dell'Unione Salvate la Romania preparò un nuovo progetto di legge, che fu approvato dal senato nel giugno 2021 e fu trasmesso alla camera dei deputati per la decisione finale.
Dopo averle sospese nel 2019, l'IRRD riprese le proprie attività nel corso del 2021. Ion Iliescu si dimise da presidente nel mese di aprile, mentre il suo successore Alexandru Mironov prese la decisione di revocare Gelu Voican Voiculescu dal ruolo di direttore generale, che andò a Petre Roman.

## Critiche
Per via della sua composizione, l'Istituto fu accusato da diverse personalità politiche, da intellettuali e giornalisti di essere un mezzo di espressione personale dell'ex presidente Iliescu. I detrattori dell'IRRD accusarono l'istituzione di non essere realmente interessata a svolgere degli studi indipendenti sugli eventi della rivoluzione, ma di promuovere il punto di vista politico della sua direzione.

## Composizione

### Presidenti
- Alexandru Mironov (dal 2021)
- Ion Iliescu (2004-2021)

### Direttori generali
- Petre Roman (dal 2021)
- Gelu Voican Voiculescu (2018-2021)
- Claudiu Iordache (2004-2018)

### Membri del Collegio nazionale
Se non diversamente indicato, l'anno di inizio mandato è il 2004.
- Petrică Balint
- Vasile Emilian Cutean
- Cazimir Ionescu
- Dumitru Mazilu
- Alexandru Mironov
- Gheorghe Pastor
- Romeo Raicu
- Petre Roman
- Adrian Sanda
- Ioan Savu
- Răzvan Theodorescu
- Dan Toader
- Dorel Vișan
- Emil Vladeșan
- Gelu Voican Voiculescu
- Valentin Voicilă
- Nicoleta Giurcanu Matei (dal 2018)
- Dan Voinea (dal 2018)
- Emil Dumitrescu (2004-2019)
- Eugenia Iorga (2004-2019)
- Claudiu Iordache (2004-2018)
- Mihail Ispas (2004-2018)
- Doru Țigău (2004-2016)
- Lorin Fortuna (2004-2016)
- Sergiu Nicolaescu (2004-2013)
- Sergiu Chiriacescu (2004-2010)
- Dan Iosif (2004-2007)
- Ion Caramitru (2018-2019)
- Radu Filipescu (2018-2019)
- Teodor Doru Marieș (2018-2019)
- Florian Răzvan Mihalcea (2018-2019)